# رابرت تالمن
رابرت تالمن (انگلیسی: Robert Thalmann; ۱ فوریهٔ ۱۹۴۹ – ۲۳ مهٔ ۲۰۱۷) دوچرخه‌سوار اهل سوئیس بود.